# Divisione Nazionale B 1937
La Divisione Nazionale B 1937 è stata la ?ª edizione della seconda divisione del campionato italiano maschile di pallanuoto.

## Fase a gironi

### Girone A

#### Classifica
|  |    | Fase a gironi 1937 | Pt | G | V | N | P | GF | GS | DR  |
|  | -- | ------------------ | -- | - | - | - | - | -- | -- | --- |
|  | 1. | Lazio              | 12 | 6 | 6 | 0 | 0 | 47 | 4  | +43 |
|  | 2. | FG Napoli          | 6  | 6 | 3 | 0 | 3 | 16 | 28 | -12 |
|  | 3. | Virtus Bologna     | 4  | 6 | 2 | 0 | 4 | 9  | 17 | -8  |
|  | 4. | Canottieri Napoli  | 2  | 6 | 1 | 0 | 5 | 7  | 28 | -21 |

#### Calendario e risultati
| andata       | 1ª giornata             | ritorno      |
| 27 giu. 1937 |                         | 11 lug. 1937 |
| -            | SS Lazio-FGC Napoli     | -            |
| -            | RC Napoli-V. Bol. Sport | -            |

| andata       | 2ª giornata            | ritorno      |
| 29 giu. 1937 |                        | 18 lug. 1937 |
| 3-2          | FGC Napoli-Can. Napoli | 7-2          |
| -            | Lazio-Bologna Sport    | 7-1          |

| andata      | 3ª giornata              | ritorno      |
| 4 lug. 1937 |                          | 25 lug. 1937 |
| 3-1         | Lazio-Can. Napoli        | 8-0          |
| -           | Bologna Sport-FGC Napoli | 0-4          |

### Girone B

#### Classifica
|  |    | Fase a gironi 1937 | Pt | G | V | N | P | GF | GS | DR |
|  | -- | ------------------ | -- | - | - | - | - | -- | -- | -- |
|  | 1. | Triestina          | 3  | 2 | 1 | 1 | 0 | 5  | 1  | +4 |
|  | 2. | Sturla             | 1  | 2 | 0 | 1 | 1 | 1  | 5  | -4 |

#### Calendario e risultati
| andata       | 1ª giornata      | ritorno      |  |  |
| 18 lug. 1937 |                  | 25 lug. 1937 |  |  |
| 5-1          | Triestina-Sturla | 0-0          |  |  |

### Finali
- 1º agosto 1937: Lazio-Triestina 5-4